# Randers Real AM
Randers Real Atletik og Motion var en atletikklub i Randers. Klubben startede i 1969 med elever fra Randers Realskole og Anna og
Carl Emil Lange som ledere og trænere. Fra årsskiftet 2010/2011, blev klubben efter 41 år afviklet og gik sammen med den anden randrusiansk atletikklub Randers Freja og blev Randers Atletikklub Freja, med en ny fælles fremtid bygget på Randers Sportsklub Frejas klubvedtægter, farver og logo.
I 1979 og 1980 formåede Randers Real AM at vinde bronzemedaljer i Danmarksturneringen i atletik og repræsenterede dansk atletik i Europa Cupen for ungdomshold. Klubben vandt ni danske senior mesterskaber i perioden 1982-1998.

## Danske mestre
- Charlotte Wåhlin – Kuglestød 1996
- Palle Redder – Maraton 1987
- Carsten Lange – Stangspring 1982, 1983 og 1984 Stangspring-inde 1984 og 1985
- Merete Nordentoft – Femkamp-inde 1995 og 60 meter hæk-inde 1998